# Neochanna burrowsius
Neochanna burrowsius је зракоперка из реда Salmoniformes и фамилије Galaxiidae. 

## Угроженост
Ова врста се сматра рањивом у погледу угрожености врсте од изумирања.

## Распрострањење
Нови Зеланд је једино познато природно станиште врсте.

## Станиште
Станиште врсте су слатководна подручја.